# Бистрица (Благоевградская область)
Бистрица (болг. Бистрица) — село в Благоевградской области Болгарии. Входит в состав общины Благоевград. Находится примерно в 8 км к северо-востоку от центра города Благоевград. По данным переписи населения 2011 года, в селе  проживало 90 человек, преобладающая национальность — болгары.

## Население
| Год     | 1934 | 1946 | 1956 | 1965 | 1975 | 1985 | 1992 | 2001 | 2011 |
| ------- | ---- | ---- | ---- | ---- | ---- | ---- | ---- | ---- | ---- |
| Жителей | 1794 | 1771 | 1531 | 588  | 291  | 193  | 172  | 151  | 90   |

|  |